# Golden State Warriors
De Golden State Warriors is een basketbalteam uit San Francisco, Californië, dat uitkomt in de NBA (Pacific Division, Western Conference). Het thuishonk van de Warriors is Chase Center.

## Historie
Van 1946 tot 1962 kwam de club uit onder de naam Philadelphia Warriors, tot 1950 in de Basketball Association of America (BAA) en vanaf 1950 in de NBA. Van 1962 tot 1971 speelden ze onder de naam San Francisco Warriors. Toen verhuisde het team naar Oakland en werd de naam gewijzigd in Golden State Warriors. In 2019 betrok de club het Chase Center, waarmee de terugkeer in San Francisco een feit is.
In het seizoen 2014/15 werden de Warriors voor de vijfde keer NBA-kampioen, nadat de Cleveland Cavaliers met 4-2 verslagen werden in de Finale.
Op 13 april 2016 zetten de Warriors een nieuw NBA-record neer qua winstpartijen (73-9), door te winnen van de Memphis Grizzlies. Daarmee werd het bestaande seizoensrecord van de Chicago Bulls (72-10) verbeterd.

## Erelijst
- NBA-titels (7):

1947, 1955/56, 1974/75, 2014/15, 2016/17, 2017/18, 2021/22

## Bekende spelers
Amerikanen
- Rick Barry
- Raja Bell
- Wilt Chamberlain
- Stephen Curry
- Kevin Durant
- Draymond Green
- Tim Hardaway
- Andre Iguodala
- Chris Mullin
- Robert Parish
- Klay Thompson

 Australiërs
- Andrew Bogut

 Nederlander(s)
- Geert Hammink
- Quinten Post